# 唐儒阿雷
唐儒阿雷（法語：Tandjouaré），是多哥的城鎮，位於該國北部，由草原區負責管轄，是唐儒阿雷省的首府，面積48平方公里，海拔高度308米，2022年人口3,086人。